# Petrosaurus thalassinus
Petrosaurus thalassinus (блакитна кам'яна ігуана) — вид ігуаноподібних ящірок родини фриносомових (Phrynosomatidae). Ендемік Мексики.

## Поширення і екологія
Блакитні кам'яні ігуани мешкають на півдні Каліфорнійського півострова, зокрема в горах Сьєрра-де-ла-Лагуна, а також на островах Еспіриту-Санто і Партіда в Каліфорнійській затоці. Вони живуть переважно серед скель, в горах Сьєрра-де-ла-Лагуна трапляються в гірських лісах.